# Григоріанський Єгипетський музей
Григоріанський Єгипетський музей (італ. Museo Gregoriano Egizio) — один з музеїв Ватикану. Музей заснований в 1839 році папою Григорієм XVI, однак перша колекція була зібрана за папи Пія VII. У музеї розміщене невелике зібрання предметів мистецтва єгипетських династій з III тисячоліття до н.е., знайдені в Римі та околицях (вілла Адріана в Тіволі), а також під час римської окупації Єгипту до III століття н. е. або придбані в XIX столітті з приватних колекцій. Серед них базальтові та дерев'яні саркофаги, статуї богів і фараонів, мумії, папіруси, скульптури римського періоду (II-III століття), похоронні урни. Музей поділений на 9 залів, там же знаходиться верхня тераса Бельведера — «ніша пінії» (Nicchione della Pigna). У двох останніх залах зберігаються знахідки з античної Месопотамії та Сирії. 

## Зали
У залі I, виконаному в єгипетському стилі, знаходиться збірка статуй і стел з ієрогліфами: статуя Рамзеса II на троні, статуя без голови Уджагорресента жерця і лікаря на службі фараонів. 
У залі II знаходяться давньоєгипетські дерев'яні саркофаги, прикрашені розписами, мумії, канопи, фігурки ушебті, а також предмети побуту (сандалі, шкатулки і т. д.). 
У залі III — знаходиться реконструйована частина декорцій Серапеума вілли Адріана в Тіволі  . 
Зал IV — містить копії статуй з різьбленням близьким до оригінальних зроблених у Стародавньому Єгипті, ними скульптори в часи римської імперії прикрашали храми і святині в Римі та околицях. 
У VII залі розташована велика колекція елліністичної та римської скульптури (бронза і глина, IV ст. до н. е. — II ст. н. е.), також ісламська і християнська кераміка (XI-XIV ст.) з Єгипту.

## Галерея

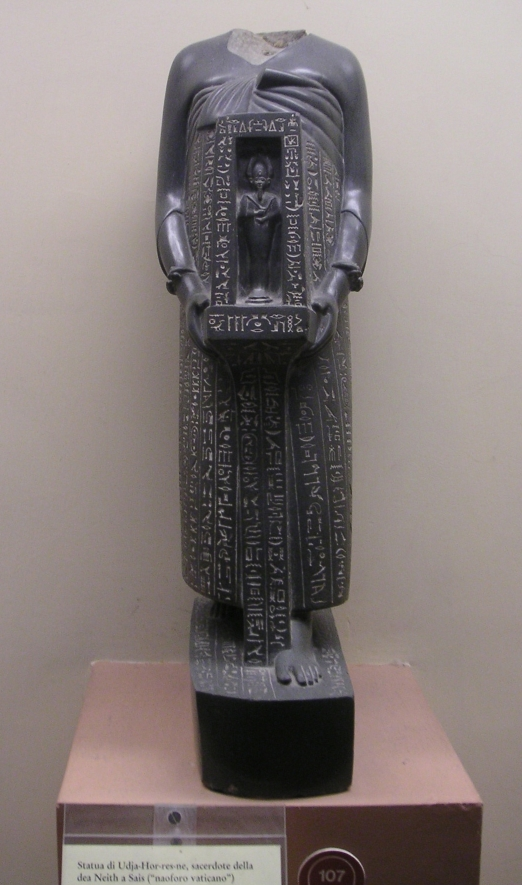
Статуя Уджагорресента
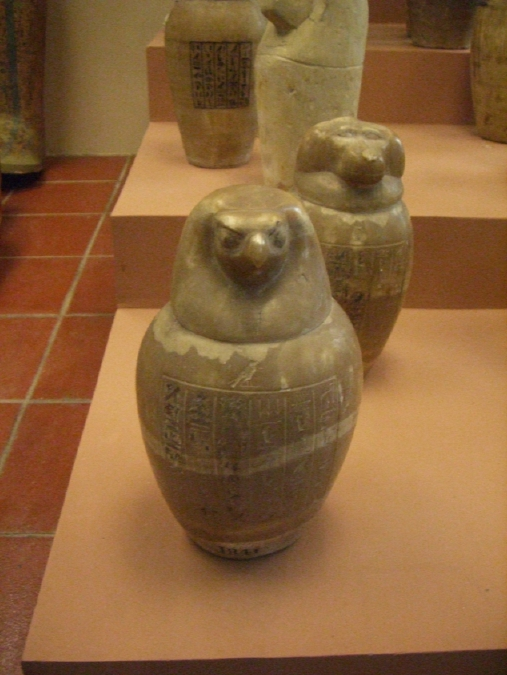
Канопи
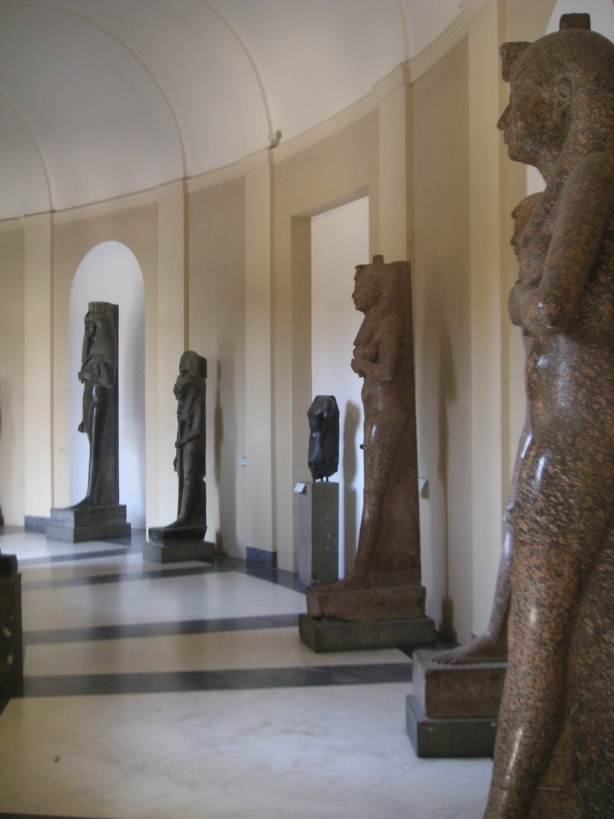
Монументальні статуї